# Мателика
Матѐлика (на италиански: Matelica, на местен диалект Matérga, Матерга) е град и община в Централна Италия, провинция Мачерата, регион Марке. Разположен е на 354 m надморска височина. Населението на общината е 10 129 души (към 2013 г.).